# Уэмура, Наоми
Наоми Уэмура (яп. 植村直己 Уэмура Наоми) (12 февраля 1941 — предположительно 13 февраля 1984) — японский путешественник, проходивший по экстремальным маршрутам в разных точках мира. Многие путешествия Уэмура совершил в одиночку.

## Биография

### Юность и первые путешествия
Уэмура родился в городе Хидака (в настоящее время — часть города Тоёока в префектуре Хёго). Во время учёбы в Университете Мэйдзи он вступил в альпинистский клуб, но был там одним из самых слабых участников. Он даже ни разу не поднялся на Фудзияму. Стремление побороть свою слабость стало для него важным стимулом заняться альпинизмом серьёзно.
В 1966 году Уэмура совершил сольные восхождения на Монблан и Маттерхорн (летом) и Килиманджаро (в октябре). В следующем году он поднялся на высочайшую гору Южной Америки Аконкагуа. Чуть позже Уэмура в одиночку совершил сплав на плоту по Амазонке длиной более чем в 6 000 километров. В 1970 году Уэмура вошёл в состав первой японской экспедиции, покорившей Джомолунгму. 11 мая вершины достигли Уэмура и Тэруо Мацура, на следующий день на вершину поднялись японец Хирабаяси и шерпа Чотаре. В августе 1970 года Уэмура совершил первое в истории одиночное восхождение на Мак-Кинли. Таким образом он к 29 годам поднялся на пять из семи высочайших точек разных континентов (за исключением Австралии и Антарктиды), причём на четыре из них — сольно.
В 1971 году Уэмура совершил пешее путешествие по Японии. За 52 дня он прошёл около 3 000 километров.

### Путешествие на Северный полюс
В 1972 году Уэмура на девять месяцев обосновался в Гренландии и жил с эскимосами, изучая езду на собачьих упряжках. Затем он предпринял полуторагодовое (с декабря 1974 года по май 1976 года) путешествие по Гренландии, Канаде и Аляске: он прошёл на собаках расстояние в 12 000 километров. Тогда он и решил совершить одиночное путешествие на Северный полюс.
Уэмура планировал двигаться на ездовых собаках, поддерживая связь с базой в Алерте по радио. Периодически самолёт доставлял продукты и необходимое снаряжение; всего было совершено пять вылетов. Путешественник стартовал 5 марта 1978 года с мыса Колумбия на острове Элсмир. Через четыре дня после начала похода на лагерь Уэмуры ночью напал белый медведь, который съел или попортил почти все продукты, а несколько раз практически утыкался в палатку, где лежал японец. На следующий день медведь вернулся в лагерь, и Уэмура застрелил его из ружья. Уэмура рассчитывал прибыть на полюс в середине апреля, но из-за большого количества ледовых торосов, затруднявших продвижение, он добрался до пункта назначения только 29 апреля.
Полюс не стал конечной точкой маршрута: на обратном пути Уэмура пересёк Гренландию с севера на юг, снова пройдя дистанцию в одиночку. Путешествие было завершено 22 августа.

### Зимнее восхождение на Мак-Кинли и гибель
Ещё одной мечтой Уэмуры было восхождение на высочайшую точку Антарктиды массив Винсон. Одним из этапов подготовки должно было стать зимнее восхождение на Мак-Кинли.
Зимнее восхождение в условиях Аляски всегда считалось исключительно рискованным предприятием. Дополнительную опасность представляли расщелины в ледниках, присыпанные снегом и потому невидимые для альпиниста. Чтобы обезопасить себя от падения в расщелину, Уэмура придумал закреплять у себя на плечах длинные бамбуковые шесты. Он не стал брать с собой палатку и топливо для приготовления пищи, облегчив таким образом рюкзак до 18 килограммов.
Уэмура вышел в горы 1 февраля 1984 года и 12 февраля, в свой день рождения, достиг вершины, где оставил флаг Японии. Последний раз он выходил на связь 13 февраля и сообщил, что находится на высоте 5 500 метров и планирует спуститься в базовый лагерь через два дня. После этого никто не смог выйти с Уэмурой на связь по радио из-за плохой погоды.
Сборник «Параметры риска»:

Последний раз его заметили с самолёта 15 февраля на склоне на высоте 5180 метров: «Жив, кажется, здоров, улыбался и махал пилоту рукой».

20 февраля погода улучшилась и начались поиски. На гору были сброшены два альпиниста, которые продолжали искать Уэмуру до 26 февраля. Тело альпиниста так и не было обнаружено, но в пещере на высоте примерно 4 300 метров спасатели нашли дневник, который Уэмура оставил там во время подъёма. В дневнике были описаны трудности, с которыми он столкнулся: температура −40 °C, падение в расщелину, когда его спасли бамбуковые шесты, и снежная буря, едва не похоронившая его в пещере. Последняя запись в дневнике была: «Я собираюсь покорить Мак-Кинли».
Решением кабинета премьер-министра Японии Ясухиро Накасонэ Наоми Уэмура был 19 апреля 1984 года посмертно награждён премией Народного Почёта.